# St. Johannes (Neumarkt in der Oberpfalz)

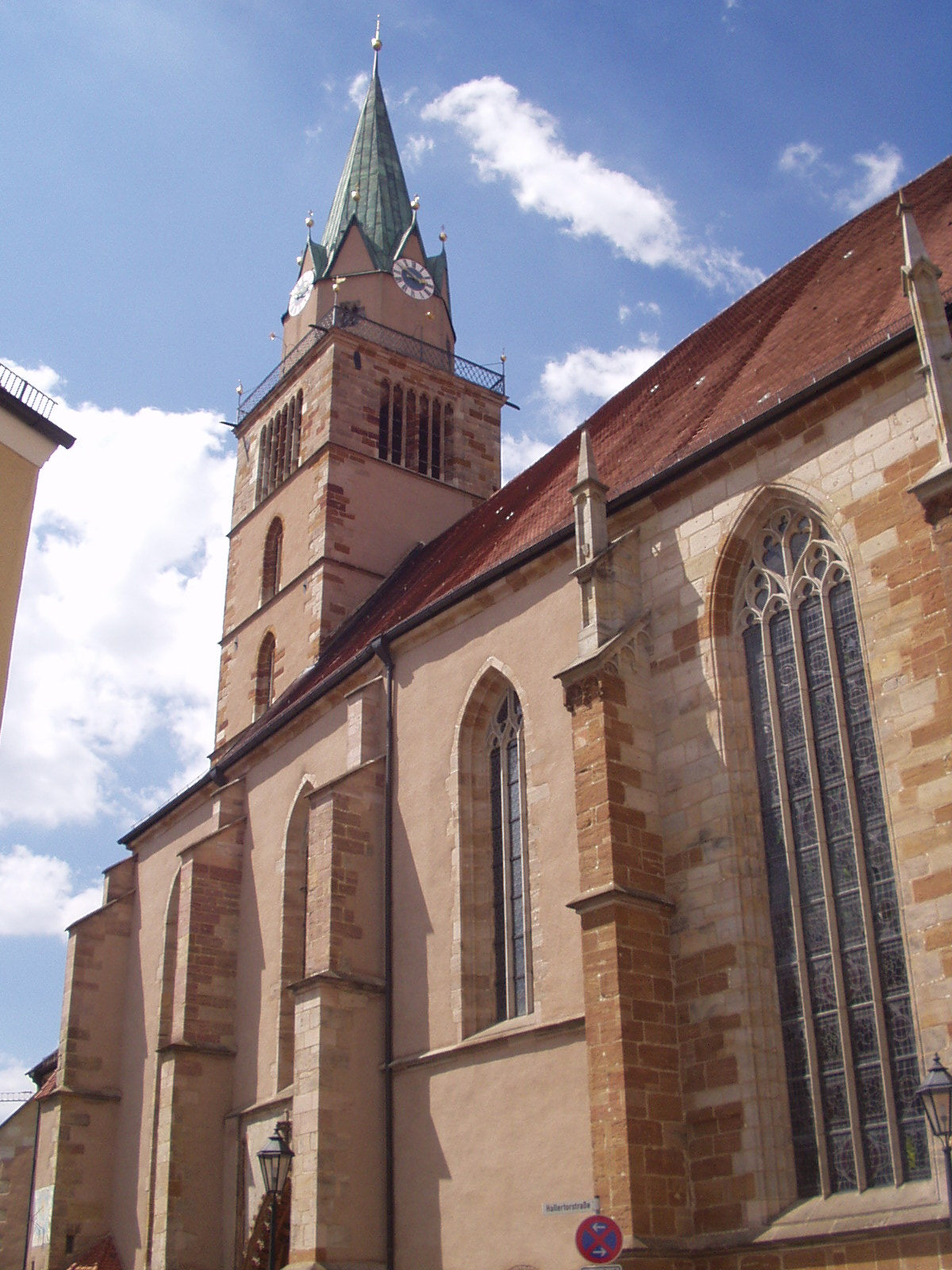
Die Münsterkirche St. Johannes von der Hallertorstraße aus

Das Münster St. Johannes (oder einfach Johanneskirche) ist eine gotische Hallenkirche und die bedeutendste und größte Kirche in Neumarkt in der Oberpfalz. Sie gehört als katholische Kirche zum Dekanat Neumarkt und damit zum Bistum Eichstätt. Die Kirche ist Johannes dem Täufer geweiht und feiert ihr Patrozinium am 24. Juni. Der 72 Meter hohe Turm prägt die Silhouette der Altstadt. Am 24. Juni 2015 wurde St. Johannes in den Rang eines Münsters erhoben.
25 Sonntags-Gottesdienste aus der Johanneskirche wurden bereits unter Leitung von Pfarrer Norbert Winner in der Reihe Gottesdienst im ZDF im Fernsehen übertragen.

## Beschreibung

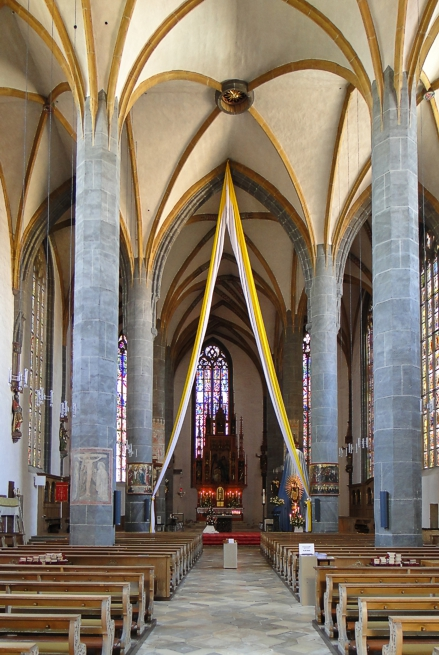
Der Innenraum mit Blick zum Chorraum

Das Münster St. Johannes der Täufer steht im Zentrum der Altstadt in unmittelbarer Nähe des Rathauses auf einem verhältnismäßig kleinen Kirchplatz, der vom Pfarrhaus, der Hallertorstraße, der Grünbaumwirtsgasse und dem Rathaus begrenzt wird. Sie besteht größtenteils aus Sandstein, der in der näheren Umgebung gebrochen wurde und dem sie ihren auffälligen, rötlichen Farbton verdankt.
Das Kirchengebäude hat eine Länge von 58 Metern (von West nach Ost) und ist 22 Meter breit. Die Außenmauern erheben sich bis in 18 Meter Höhe, darauf folgt der 16 Meter hohe Dachstuhl. Der Turm über dem Westportal ist quadratisch aufgebaut, erst über der Galerie folgt ein achteckiger Aufsatz, der sich in der Spitze fortsetzt. Seine Höhe beträgt 72 Meter, er ist damit der höchste Kirchturm im Bistum Eichstätt und das zweithöchste Gebäude in Neumarkt. Er wird nur vom Schornstein des Pfleiderer-Werks überragt. In der Glockenstube befinden sich sieben Glocken, welche in einem doppelten, ausgefüllten Mollakkord erklingen (d′ – f′ – g′ – a′ – c″ – d″ – e″).
Markant für die Kirche ist ihre konsequente Asymmetrie, die typisch ist für Kirchenbauten dieser Zeit. Das Hauptschiff weist einen Knick nach Norden auf und auch im Innenraum wurde darauf geachtet, geometrische Formen immer wieder aufzubrechen. Dies fällt zum Beispiel besonders an den Verstrebungen im Chorraum auf.
Geht man um die St. Johanneskirche außen herum und beobachtet dabei das Mauerwerk, so fällt auf, dass dieses aus zwei deutlich unterschiedlichen Baumaterialien zusammengesetzt ist: zum einen aus einem sehr farbintensiven braunen und feinkörnigen Sandstein und zum anderen aus einem eher hellen, blassrosafarbenen und grobkörnigen Sandstein. In diesen deutlich unterschiedlichen Baumaterialien dokumentieren sich die umfangreichen Zerstörungen – oder besser – der Wiederaufbau der St. Johanneskirche nach den Kriegsschäden, die – wie die Stadt Neumarkt – auch die St. Johanniskirche zum Ende des Zweiten Weltkrieges am 23. Februar, am 11. April und besonders am 20. April des Jahres 1945 erleiden musste.
Der intensiv braunfarbene Eisensandstein dokumentiert die ursprüngliche mittelalterliche Bausubstanz, der rosafarbene Burgsandstein aus der Nürnberger Umgebung dokumentiert jedoch den Wiederaufbau nach dem Zweiten Weltkrieg. Der Grund für diesen auffälligen Baumaterialwechsel ist, dass in der neueren Zeit im Eisensandstein der Umgebung keine aktiven Steinbrüche mehr bestehen, dieses Baumaterial also nicht mehr zur Verfügung stand. Es wird vermutet, dass das ursprüngliche mittelalterliche Baumaterial auf dem Buchberg gewonnen wurde.

## Geschichte
Anstelle des heutigen Münsters existierte bereits ein Vorgängerbau, der heute jedoch komplett verschwunden ist. Seine Überreste sind unter der heutigen Kirche zu vermuten. Ihre Weihe wird in den Annalen Bistums Eichstätt im Jahr 1190 verzeichnet.

### Grundsteinlegung und Bau
Der Bau der Johanneskirche als katholisches Gotteshaus fällt, ebenso wie der Bau der Hofkirche und der Residenz, in die Regierungszeit von Pfalzgraf Johann, der von 1410 bis 1443 in Neumarkt residierte. Genaue Daten zur Bauzeit oder sogar zum Baumeister sind nicht bekannt, es gibt jedoch einige Anhaltspunkte:
- eine dendrochronologische Altersbestimmung der Balken des Dachstuhls legt nahe, dass diese Bäume wohl im Winter 1406/1407 gefällt wurden
- Franz Seraph Seel, der von 1853 bis 1874 die Johanneskirche leitete, bemühte sich dabei auch sehr, die Geschichte des Gotteshauses zu rekonstruieren. Er gibt eine Grundsteinlegung für das Jahr 1404 an, die Fertigstellung erfolgte 1432.

Der Bau wurde demnach noch begonnen, bevor Johann in Neumarkt einzog. Es liegt jedoch nahe, dass der als Baumeister bekannte Pfalzgraf auch den Bau der Johanneskirche erheblich förderte.
Ausführung und Gestalt der Kirche geben Grund zu der Vermutung, dass zwei Baumeister (wohl nacheinander) den Bau leiteten. Der eine gestaltete eher zierlich und nüchtern die Westhälfte der Kirche mit dem Turm und orientierte sich dabei auch am Vorgängerbau. Vor allem der Turm weist eine auffällige Ähnlichkeit zu den Türmen der Nürnberger Lorenzkirche auf. Der zweite Baumeister zeigte sich dann für die Osthälfte mit dem Chorraum verantwortlich, der wesentlich vornehmer und prächtiger gestaltet ist.
Nach ihrer Fertigstellung verfügte die Johanneskirche über 12 Altäre, ein Sakramentshäuschen und auch eine Orgel. Sie war mit zahlreichen Malereien, Mosaikfenstern und Skulpturen verziert.

### Vom 15. Jahrhundert bis heute
Schon 70 Jahre nach ihrer Fertigstellung musste die Johanneskirche schwere Zerstörungen einstecken. Als im Landshuter Erbfolgekrieg kaiserliche Truppen Neumarkt 1504 belagerten, wurde vor allem der Turm unter Beschuss genommen, da er bereits in dieser Zeit in das Verteidigungssystem der Stadt eingebunden war. So lebte dort auch bis 1908 der Türmer mit seiner Familie, der neben dem Läuten der Glocken auch verschiedene andere Tätigkeiten zu verrichten hatte, unter anderem auch das Ausschauhalten nach Hausbränden.
Friedrich II., der von 1520 bis 1540 in Neumarkt residierte, bekannte sich immer mehr zur Reformation und leitete schließlich auch die Verbreitung der evangelischen Konfession in Neumarkt ein. Die nächsten 100 Jahre waren geprägt von einem beständigen Wechsel der religiösen Lehren, je nachdem, ob der jeweilige Pfalzgraf gerade Lutheraner oder Calvinist war. In dieser Zeit mussten natürlich nach und nach auch alle katholischen Kunstgegenstände aus der Kirche entfernt und zerstört werden.
Erst als Maximilian von Bayern 1628 die Kurwürde erhielt und die Oberpfalz damit an Bayern ging, setzte sich die katholische Lehre wieder in Neumarkt durch, wenn auch nur kurz. Denn bereits 1633 wurde Neumarkt wieder evangelisch, als schwedische Truppen im Verlauf des Dreißigjährigen Krieges die Stadt besetzten und erst 1635 wieder abzogen. Das Gleiche wiederholte sich noch einmal von 1646 bis 1649. Danach blieb Neumarkt endgültig in bayerischem Besitz und damit auch katholisch.
Einheimische Kunsthandwerker machten sich nun daran, den Innenraum im Stil des Barock zu gestalten. Unter den bayerischen Königen Ludwig I. und Ludwig II. begann eine Phase der Rückbesinnung auf das Alte und dessen Wiederherstellung. Pfarrer Seel war dafür verantwortlich, dass die Kirche während einer Renovierung komplett vom Barock befreit und wieder im Stil der Neugotik eingerichtet wurde. Weitere Veränderungen erfolgten 1928 und 1934.
Im Zweiten Weltkrieg wurde Neumarkt am 20. April 1945 bei amerikanischen Luftangriffen schwer zerstört. Am 22. April zogen die Amerikaner in Neumarkt ein. Auch die Johanneskirche erlitt erhebliche Beschädigungen, blieb jedoch stehen. Sie wurde schnell wieder instand gesetzt und in den Jahren 1964 bis 1966 komplett renoviert. Die endgültigen Reparaturen und die Herstellung des heutigen Innen- und Außenzustandes erfolgten dann 1972 und vor allem von 1987 bis 1995, wo große Teile der Außenfassaden und des Innenraumes restauriert wurden. Der neugotische Hochaltar stand früher in der Stadtpfarrkirche von Rain.

## Orgel

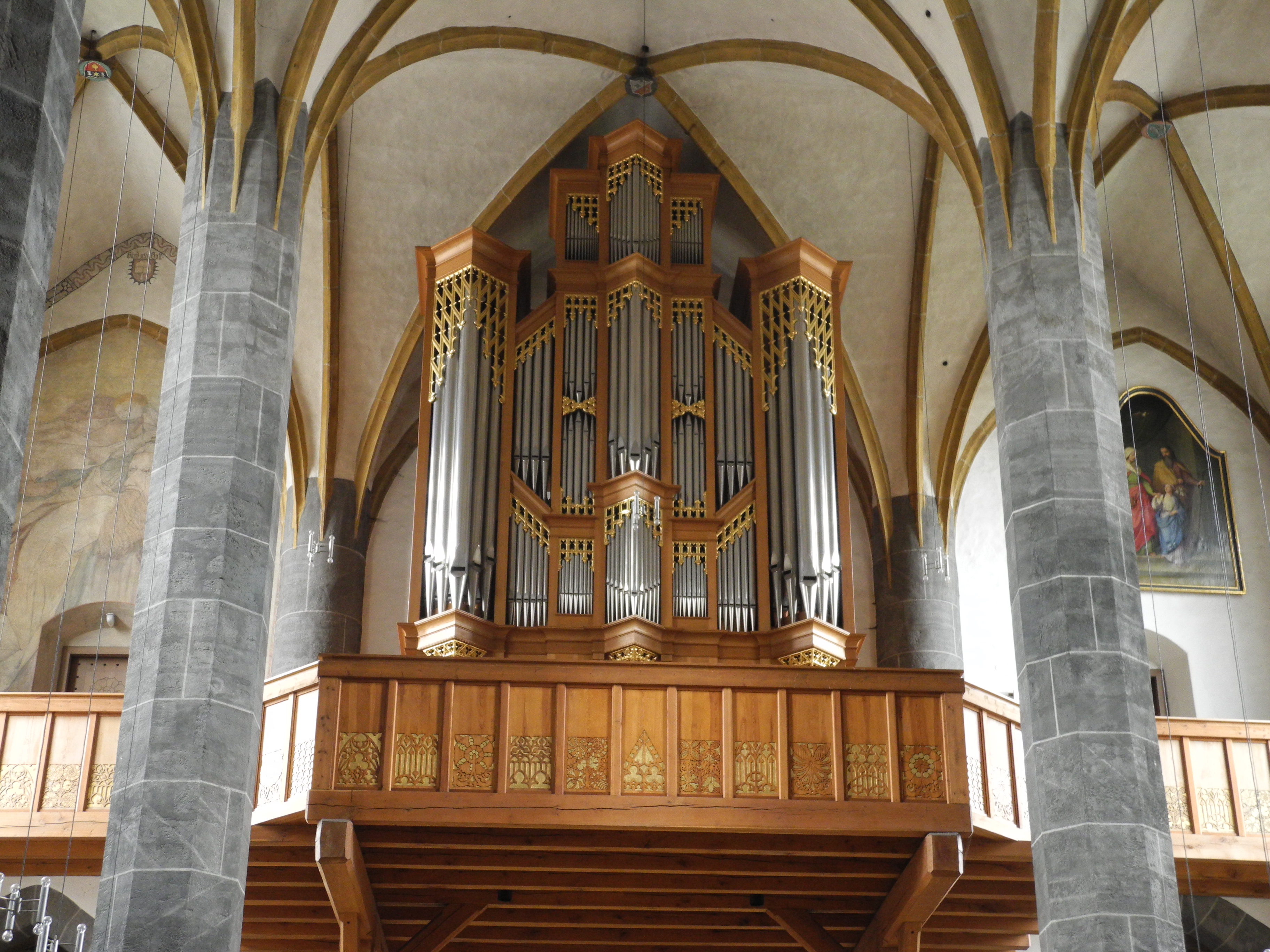
Blick auf die Orgel

Die Orgel wurde 1982 von der Orgelbaufirma Mathis & Söhne (Näfels, Schweiz) erbaut. Das Schleifladen-Instrument hat 43 Register auf drei Manualen und Pedal. Die Spiel- und Registertrakturen sind mechanisch.
| II Hauptwerk C–g3 |       |
| Bourdon           | 16′   |
| Principal         | 8′    |
| Hohlflöte         | 8′    |
| Gambe             | 8′    |
| Oktave            | 4′    |
| Spitzflöte        | 4′    |
| Quinte            | 2 ⁄3′ |
| Oktave            | 2′    |
| Mixtur major      | 2′    |
| Mixtur minor      | 1′    |
| Cornet            | 8′    |
| Trompete          | 16′   |
| Trompete          | 8′    |

| I Schwellwerk C–g3 |        |
| Rohrgedackt        | 8′     |
| Salicet            | 8′     |
| Unda maris         | 8′     |
| Principal          | 4′     |
| Traversflöte       | 4′     |
| Nasat              | 2 ⁄3′  |
| Blockflöte         | 2′     |
| Piccolo            | 1′     |
| Terz               | 1 3⁄5′ |
| Scharf             | 1′     |
| Dulcian            | 16′    |
| Oboe               | 8′     |

| III Kronpositiv C–g3 |       |
| Gedackt              | 8′    |
| Praestant            | 4′    |
| Rohrflöte            | 4′    |
| Oktave               | 2′    |
| Larigot              | 1 ⁄3′ |
| Sesquialtera II      | 2 ⁄3′ |
| Cymbel               | 2⁄3′  |
| Krummhorn            | 8′    |

| Pedalwerk C–f1 |         |
| Principal      | 16′     |
| Subbass        | 16′     |
| Quinte         | 10 2⁄3′ |
| Oktave         | 8′      |
| Gedacktbass    | 8′      |
| Choralbass     | 4′      |
| Mixtur         | 2 ⁄3′   |
| Posaune        | 16′     |
| Zinke          | 8′      |
| Clairon        | 4′      |

- Koppeln: II/I, III/I, I/P, II/P, Fußtritte für Plenum, Trompete 8´(HW) und Posaune 16´ (P)

## Glocken
Insgesamt besitzt das Münster St. Johannes zehn Glocken. Drei davon wurden jedoch im Zuge der Glockenanschaffung im Jahr 1971 stillgelegt und befinden sich auf der Ebene unterhalb der Glockenstube. Somit bilden folgende sieben Glocken das heutige Geläut:
| Nr. | Name           | Nominal | Gewicht (kg) | Gussjahr | Gießer, Gussort                          |
| 1   | Christusglocke | d1      | 2250         | 1560     | Christoph Glockengießer, Nürnberg        |
| 2   | Marienglocke   | f1      | 1381         | 1971     | Glockengießerei Heidelberg               |
| 3   | Feuerglocke    | g1      | 1400         | 1349     | unbezeichnet                             |
| 4   | Johannesglocke | a1      | 0982         | 1971     | Glockengießerei Heidelberg               |
| 5   | Josefsglocke   | c2      | 0574         | 1971     | Glockengießerei Heidelberg               |
| 6   | Annaglocke     | d2      | 0400         | 1971     | Glockengießerei Heidelberg               |
| 7   | Barbaraglocke  | e2      | 0260         | um 1500  | unbezeichnet (wohl Nürnberger Gießhütte) |

## Münsterpfarrei St. Johannes
Die Münsterpfarrei St. Johannes ist mit etwa 7000 Gläubigen eine der größeren Pfarreien im Bistum Eichstätt. Sie bildet einen eigenen „Pastoralen Raum“. Zur Pfarrei gehören auch die Filialkirche St. Pius in Neumarkt-Hasenheide, die Friedhofskirche St. Jobst, die Kirche St. Helena im gleichnamigen Stadtteil sowie die Wallfahrtskirche Mariahilf. 1947 wurde die Hofkirche, eine vormalige Filialkirche, eine eigene Pfarrei. Ebenso St. Willibald, Woffenbach 1970 und Heilig Kreuz 1985. Im Dezember 2024 gab das Bistum bekannt, dass die drei Pastoralräume im Neumarkt zusammengeführt werden sollen. 2026 soll der Pfarrer der Hofkirche und Dekan von Neumarkt Stefan Wingen, auch die Leitung der Münsterpfarrei übernehmen.